# Accusations d'exploitation du travail forcé des Ouïghours dans des camps de rééducation en Chine portées contre des multinationales
Les accusations d'exploitation du travail forcé des Ouïghours dans des camps de rééducation en Chine portées contre des multinationales dès 2018 émanent d'instituts d'études australiens et américains et d'organisations non gouvernementales. Selon ces allégations, de grandes marques internationales se sont approvisionnées entre 2017 et 2019 dans des usines ayant recours au travail forcé des Ouïghours, minorité musulmane victime de détentions massives dans des camps de rééducation au Xinjiang, une région dans le Nord-Ouest de la Chine. 

## Travail forcé dans le Xinjiang
Le Xinjiang est une « zone de non-droit » d'après le comité des Nations unies pour l'élimination de la discrimination raciale. Le travail forcé dont sont victimes des dizaines de milliers de Ouïghours dans cette région est une des formes de violence qui frappent le million de Ouïghours internés dans des camps de rééducation du Xinjiang. Des viols, des stérilisations contraintes, des avortements forcés auraient été également pratiqués de manière massive,.
Le chiffre d'un million de musulmans ouïghours au total internés dans ces camps du Xinjiang correspond aux estimations de plusieurs organisations de défense des droits de l'Homme. Le gouvernement chinois le récuse et présente les camps comme des « centres de formation professionnelle » institués pour lutter contre la pauvreté et l'extrémisme religieux. Les camps sont ceints de barbelés, gardés par des  hommes en armes et comportent un système de caméra-suveillance. 

### Rapport de l'ASPI en mars 2020
Un rapport publié en mars 2020 par l'Institut australien de stratégie  politique, ASPI, Australian Strategic Policy Institute, think tank créé par l'État australien, affirme qu'entre 2017 et 2019, plus de 80 000 Ouïghours ont été placés par les autorités chinoises dans des usines où ils ont été obligés de travailler, tenus sous une surveillance permanente, endoctrinés, coupés de leur culture linguistique, privés de la liberté de culte,. Ces  Ouïghours, ainsi que des Khazaks, doivent travaillent dans ces usines contre une rémunération dérisoire ou sans salaire. Les camps de rééducation ont été édifiés, pour une centaine d'entre eux, tout près des usines.
En outre, certains Ouïghours auraient été déplacés hors des camps vers des usines disséminées dans neuf provinces ; « un pipeline de travailleurs ouïghours relie directement les camps du Xinjiang aux usines à travers la Chine », selon les termes du rapport,.

### Rapport du Newslines Institue en décembre 2020
Selon un rapport publié en décembre 2020 par le Newlines Institute, « au moins 570 000 Ouïghours ont été conscrits à la récolte de coton » ; « il existe des preuves de travail forcé relié à tout le coton produit au Xinjiang », déclare le chercheur Adrian Zenz, auteur du rapport pour cet institut américain.

## Accusations concernant les liens de partenariat entre des usines du Xinjiang et des dizaines de multinationales
En 2018, l'Associated Press affirme que le grand distributeur américain de vêtements Badger Sportswear se fournit auprès d'une usine Hetian Taida pratiquant le travail forcé dans un camp de rééducation du Xinjiang. Selon un rapport du Workers Rights Consortium (en), Badger Sportswear a dissimulé son partenariat avec l'usine. 
Le Wall Street Journal affirme en 2019 que de grandes marques occidentales comme Adidas, Kraft Heinz, Coca-Cola et Gap s'approvisionnent dans des usines du Xinjiang. Le directeur général  de Volkswagen, entreprise qui a une usine au Xinjiang, a déclaré en avril 2019 qu'il n'était pas informé de la pratique de la détention collective de Ouïghours au Xinjiang.
L'été 2019 une enquête de l'Australian Broadcasting Corporation conclut que plusieurs multinationales comme  les sociétés suédoises Ikea et H&M, les sociétés australiennes Cotton On Groups, Target Australia ont pour fournisseur de coton Litai Textiles au Xinjiang. 
Selon le rapport publié en 2020 par ASPI, les usines ayant recours au travail forcé au Xinjinag font partie de la chaîne de production de 83 marques de l'électronique telles que Apple, Microsoft, Sony etc, du textile comme  H & M, Nike, Adidas, Gap etc. et de l'automobile dont Land Rover, Volkswagen, BMW. Des groupes chinois seraient également complices du travail forcé des Ouïghours.
« Les entreprises bénéficiant du travail forcé des Ouïghours dans leur chaîne de production enfreignent les lois qui interdisent l'importation de biens produits en ayant recours au travail forcé », peut-on lire dans le rapport de l'ASPI.
En octobre 2021 le fabricant américain de télécommandes Universal Electronics Inc admet avoir employé des centaines de travailleurs ouïghours déplacés depuis le Xinjiang vers son usine de la ville de Qinzhou, dans le sud de la Chine. Universal Electronics Inc affirme qu'une fois arrivés dans son usine ces Ouïghours étaient des travailleurs libres, mais selon l'agence Reuters, ils étaient soumis à  un « travail en isolement, sous la surveillance de la police et avec une liberté de mouvement limitée », de sorte qu'il s'agit là du « premier cas confirmé de participation d'une entreprise américaine à un programme de transfert décrit comme du travail forcé ».
En décembre 2023, un rapport de l'université de Sheffield Hallam révèle qu'une quarantaine de grandes marques occidentales, dont Zara, Burberry, H&M, Nike, Mango et Puma présentent un risque élevé d'approvisionnement en vêtements fabriqués par des Ouïghours soumis au travail forcé en Chine,,.
L'émission de Cash Investigation sur la famille Mulliez « Auchan, Décathlon, les secrets d’une famille en or », diffusée le 6 février 2025 prouve que Decathlon a recours, par des entreprises chinoises, au travail forcé de Ouighours. Reporters sans frontières (RSF) dénonce une campagne de cyberharcèlement visant Marine Jankowski et Justine Zambrano, deux journalistes ayant participé à l'émission.

## Réactions

### Plaintes déposées par  des organisations
En février 2021  l’association des Ouïghours de France porte plainte contre Nike, qu’elle accuse de  « pratiques commerciales trompeuses et complicité de recel de travail forcé ». D'après le New York Times, Nike aurait exercé un « lobbying très actif à Washington afin d’affaiblir un projet de loi visant à interdire aux États-Unis toute importation de produits fabriqués dans le Xinjiang ».
En avril 2021 des ONG portent plainte  en France contre « quatre multinationales de l’habillement, accusées de tirer profit du travail forcé imposé aux Ouïghours » ; faisant suite à cette plainte, le Parquet national antiterroriste (PNAT) ouvre une enquête en juin 2021 « notamment contre Zara, Uniqlo, Maje, Sandro et Claudie Pierlot, pour recel de crimes contre l’humanité ».
En septembre 2021 une ONG allemande porte plainte en Allemagne contre des entreprises comme Lidl et Hugo Boss, qu’elle accuse de « profiter » du travail forcé de Ouïghours en Chine.

### Réactions politiques
En décembre 2021 Joe Biden signe un projet de loi « interdisant les importations en provenance de la région, à moins que les entreprises ne puissent prouver que les matériaux n'ont pas été fabriqués par le travail forcé ».  Le directeur du Workers Rights Consortium (en) qui approuve cette loi américaine, rappelle « l'obligation des entreprises de se conformer aux normes internationalement reconnues en matière de droits de l'homme et de droits du travail, et de ne pas être activement complices de graves violations des droits du travail ». Des entreprises américaines ont tenté d'affaiblir la loi en exerçant des pressions et en faisant du lobbying : il s'agit d'Apple, de Nike et de Coca-Cola,.
L'Union européenne, quant à elle, s'abstient de boycotter les produits fabriqués au Xinjiang, et se borne à poursuivre des décideurs locaux de cette région ; Raphaël Glucksmann juge la réaction européenne insuffisante comparée à celle des Etats-Unis.

### Industrie textile
À la suite de la publicité donnée à ces accusations, certaines des marques occidentales, d'après le site de bfmtv, « n'ont jamais réagi, d'autres ont démenti. Rares ont été celles qui ont annoncé des changements dans leur chaîne logistique ». Si des entreprises spécialisées dans le textile ont affiché leur engagement d'exclure le coton du Xinjiang de leur chaîne d'approvisionnement, d 'autres ont admis que le traçage intégral  de l'origine du coton était en pratique difficile. Un cinquième du coton utilisé dans l'industrie du textile mondiale provient du Xinjiang. Le Centre pour les études stratégiques et internationales (CSIS)  publie en 2019 une enquête qui montre que les audits commandés par les entreprises sur les conditions de travail dans les usines du Xinjiang ne reflètent pas la réalité du terrain, notamment du fait des entraves posées par les autorités chinoises ; il conclut que « les entreprises devraient refuser d’utiliser tout produit du Xinjiang ». 
Des multinationales qui s'étaient engagées à ne plus se fournir en coton au Xinjiang ont subi quelques mesures de rétorsion économiques de la part du gouvernement chinois, qui a ainsi retiré les produits H & M des sites de vente en ligne, tout en maintenant l'autorisation d'ouverture des magasins de la marque.